# Ruven Gruber
Ruven Gruber (* 21. Februar 1995) war ein Schweizer Unihockeytorhüter, welcher beim UHC Waldkirch-St. Gallen und dem HC Rychenberg Winterthur unter Vertrag stand.

## Karriere

### Verein

#### UHC Waldkirch-St. Gallen
Gruber spielte bis zum Ende der Saison 2010/11 für die als Junior für Floorball Thurgau. Zu Beginn der Saison 2011/12 wechselte Gruber zu den U21-Junioren des UHC Waldkirch-St. Gallen. Nach einer starken Saison wurde Gruber definitiv ins Kader der Herren NLA aufgenommen.

#### HC Rychenberg Winterthur
Am 22. März 2016 gab der HC Rychenberg Winterthur auf seiner Website bekannt, dass Ruven Gruber für die Saison 2016/17 zwischen den Pfosten stehen wird. Ruven Gruber ersetzt somit den zu Floorball Köniz abwandernden Patrick Eder.
Bereits in seiner ersten Saison bei Winterthur konnte er mit dem HCR in den Cupfinal vorstossen. Diesen verlor er mit dem HC Rychenberg Winterthur 8:7 gegen den Kantonsnachbarn GC Unihockey. Am 18. April 2018 gab der HC Rychenberg Winterthur bekannt, dass der Vertrag mit Gruber um zwei weitere Spielzeiten verlängert wurde.
Nach der Saison 2019/20 gab Gruber seinen Rücktritt vom Spitzensport bekannt.

### Nationalmannschaft
Gruber wurde erstmals 2011 bei einem offiziellen Turnier der Schweizer U19-Nationalmannschaft eingesetzt. An der U19-Euro Floorball Tour 2011 bewerkstelligte Gruber 22 Saves und kassierte 13 Gegentore. Ruven Gruber erhielt in einem Länderspiel gegen Finnland die Auszeichnung des Best-Player. 2013 an der U19-WM in Hamburg wurde Gruber wegen seiner Leistung ins WM-Allstar-Team gewählt.